# Повернення кота Сметанкіна
«Повернення кота Сметанкіна» (інші назви — «В гостях у кота Сметанкіна» і «Історії кота Сметанкіна») — українська дитяча повчальна телепередача, трансляція якої йшла з 12 червня 2006 по 21 серпня 2020 роки на телеканалі «КРТ». Ведучий телепередачі — кіт Сметанкін.

## Концепція
Концепція програми така:
Ведучий програми кіт Сметанкін — це м’яка іграшка-лялька, смугастий кіт із широко розставленими лапами зазвичай, який сидить на підвіконні. Рухається в нього тільки голова, що киває в такт його муркотінню українською, колір окраса Сметанкіна — коричневий. У Сметанкіна є хазяїн, який ніколи не з’являється у кадрі, але є постійним об’єктом його монологів.
Придивившись уважніше, допитливий малюк помітить, що Сметанкін насправді не сидить на поверхні, а як би «вітає» над нею. Проте в батьків буде привід розповісти своєму дитяті про практиків «левітації».
В одному з випусків програми згадується про запрошення Сметанкіна в цирк і його фокус, Сметанкін розказує:
|  | «Мене запросили у цирк! Ура! Ура! Ура! Буду виступати, показувати різні фокуси і вже зараз серйозно тренуюсь! А як же?! Отже, виступити — це дуже відповідально! Вже навчився робити один фокус, дивіться, один, два, три, димком лети! (видається звук пердежу Сметанкіна в повітрі) Ну як?! (аплодисменти, сміється) Справляє враження?!». |

Пізніше Сметанкін змінив свій зовнішній вигляд (колір його іншого окраса — світло-коричневий і одяг — хустка на шиї) і сидів на даху, можна помітити, що дах знаходиться на чорному фоні, на якому поруч з дахом знаходяться ліхтарик, будинки зі світними вікнами і гілки. В новорічній версії на фоні висіли гірлянди.
В кожному випуску Сметанкін розказує юним телеглядачам історії і казки, кожний випуск триває прикладно 10 хвилин, в деяких випусках крім Сметанкіна з'являється сусідній пес, який своїм гавканням мішає йому вести програму, Сметанкін свариться з ним зі словами:
|  | «А ну замовкни! Я тут програму знімаю для дітей, а ти...! Йди, лягай!». |

Після розказу історій і казок Сметанкін демонструє телеглядачам мультфільм або мультсеріал радянського і іноземного виробництв (після прем'єрних випусків програми на каналі йшли їх повторні покази).
Творець Сметанкіна — актор, режисер Донецького театру ляльок, заслужений артист України і лауреат літературної премії імені Лесі Українки Михайло Загной, який керував ім і озвучував його.

## Час мовлення
Програма виходила в ефір каналу зранку, вдень і ввечері до його закриття.
| Час                                                                                       | Телеканал | Рік  |
| ----------------------------------------------------------------------------------------- | --------- | ---- |
| 06:30—07:00, 20:15—20:30                                                                  | КРТ       | 2006 |
| 07:25—07:45, 10:50—11:00, 12:20—12:35, 16:45—17:10                                        | КРТ       | 2007 |
| 12:00—12:10, 15:30—15:50, 20:45—21:00                                                     | КРТ       | 2008 |
| 20:35—20:45                                                                               | КРТ       | 2009 |
| 14:35—14:50, 15:00—15:15, 20:30—20:45                                                     | КРТ       | 2010 |
| 07:00—07:50, 15:50—16:10, 20:35—20:45                                                     | КРТ       | 2011 |
| 05:30—06:00, 06:00—06:25, 07:00—07:15, 08:05—08:35, 09:45—10:00                           | КРТ       | 2012 |
| 05:40—06:00, 06:00—06:25, 06:40—06:50, 10:35—10:50, 11:35—12:00, 11:35—12:10, 11:45—12:10 | КРТ       | 2013 |
| 05:30—06:00, 06:00—06:25, 06:40—08:05, 07:00—07:40, 07:00—08:25, 07:00—08:50, 08:05—08:30 | КРТ       | 2014 |
| 05:30—06:00, 07:00—08:30, 07:00—07:40, 07:00—07:45, 07:00—08:30                           | КРТ       | 2015 |
| 05:30—06:00, 07:00—07:45, 07:00—08:00                                                     | КРТ       | 2016 |
| —                                                                                         | КРТ       | 2017 |
| —                                                                                         | КРТ       | 2018 |
| —                                                                                         | КРТ       | 2019 |
| —                                                                                         | КРТ       | 2020 |

## Критика
Програму лише один раз критикували.
В новині, опублікованій в неділю, 27 листопада 2008 року в газеті «Тижневик 2000» Антоніна Трофімова критикувала випуск програми, який до цього вийшов в ефір каналу в четвер, ввечері, о 20:45. За її словами, в цьому випуску Сметанкін сидів перед шахівницею, розбираючи партію.  Потім «схаменувшись», привітався з «маленькими юними шахістами» і запропонував короткий екскурс в історію походження гри, який робив висновок, що сьогодні в шахи вміють грати всі розумні люди, чи майже всі. Потім сказав юним телеглядачам:
|  | «Якщо ви з дитинства будете грати в шахи, ви виростете дуже розумними. Якщо не вмієте, то біжіть скоріше до татка та попросіть вас навчити. І згодом ви станете справжніми шахістами, як, наприклад, чемпіон світу, українець Олександр Пономарьов!». |

Цей «виховний» монолог Сметанкіна закінчився трохи зім'ятий:
|  | «Поки що давайте подивимося мультфільм!». |

Одразу після цього почалася демонстрація радянського мультфільму «Казка про Снігуроньку» виробництва кіностудії «Союзмультфільм» 1957 року, який на жаль не продовжив тему шахів, за словами Антоніни, було б чудово закріпити отриману інформацію ще й візуально. Після демонстрації мультфільму Сметанкін помахав лапою телеглядачам і на цьому закінчився випуск.

## Названі на честь кота Сметанкіна
- Морозиво «Кіт Сметанкін» (склад — сметана і банани).